# Верба (станція)
Верба́ — проміжна залізнична станція Рівненської дирекції Львівської залізниці.
Розташована у селі Верба Дубнівського району Рівненської області на лінії Здолбунів — Красне між станціями Кам'яниця-Волинська (11 км) та Рудня-Почаївська (11 км).
Станцію було відкрито 1879 року. Електрифіковано 1965 року. На станції зупиняються лише приміські електропоїзди.